# Clinopodium grandiflorum
Clinopodium grandiflorum — вид квіткових рослин з родини глухокропивових (Lamiaceae).

## Біоморфологічна характеристика
Стебла 15–60 см, від висхідних до прямовисних, часто залозисті, від рідкісно до густо розкидисто-волосистих. Листки від яйцеподібних до еліптичних, 25–60 × 16–40 мм, від клиноподібних до майже зрізаних біля основи, від рідкісно до густих ворсинок, від помітно зубчастих до пилчастих. Приквітники від еліптичних до ланцетно-шилоподібних, 2.5–5 мм. Чашечка двогуба, 11-жилкова, 9–14 мм; трубка злегка вигнута, дуже рідко-волосиста, волоски у верхній частині горла рідкісні та висунуті; верхні зубці відігнуті, 1.5–2.5 мм; нижні зубці 3–5.5 мм, довго-війкові. Віночок від блідо-лілового до червоного, великий, 25–42 мм. Квітує у червні — жовтні.

## Поширення
Росте на півдні Європи, пн.-зх. Африці, зх. Азії.
Росте сирих і тінистих місцях, у лісах і чагарниках, часто на вапняках.

## Синоніми
- Acinos grandiflorus (L.) G.Don ex Loudon
- Calamintha atlantica Coss.
- Calamintha grandiflora (L.) Moench
- Calamintha mairei Sennen
- Faucibarba grandiflora (L.) Dulac
- Melissa grandiflora L.
- Satureja grandiflora (L.) Scheele
- Thymus grandiflorus (L.) Scop.